# Spielvereinigung Fürth 1977-1978
Questa voce raccoglie le informazioni riguardanti il Spielvereinigung Fürth nelle competizioni ufficiali della stagione 1977-1978.

## Stagione
Nella stagione 1977-1978 il Fürth, allenato da Hannes Baldauf, concluse il campionato di 2. Bundesliga al 6º posto. In Coppa di Germania il Fürth fu eliminato al primo turno dall'Augusta.

## Rosa
| N. |                      | Ruolo | Calciatore        |
| -- | -------------------- | ----- | ----------------- |
|    | Germania (bandiera)  | P     | Roland Kastner    |
|    | Germania (bandiera)  | P     | Peter Löwer       |
|    | Germania (bandiera)  | D     | Bernhard Bergmann |
|    | Germania (bandiera)  | D     | Hermann Grabmeier |
|    | Danimarca (bandiera) | D     | Viggo Jensen      |
|    | Germania (bandiera)  | D     | Wolfgang Lausen   |
|    | Germania (bandiera)  | D     | Klaus Rütten      |
|    | Germania (bandiera)  | C     | Erich Geyer       |
|    | Germania (bandiera)  | C     | Siegfried Grimm   |

| N. |                     | Ruolo | Calciatore        |
| -- | ------------------- | ----- | ----------------- |
|    | Germania (bandiera) | C     | Klaus Heinlein    |
|    | Germania (bandiera) | C     | Fritz Heubeck     |
|    | Germania (bandiera) | C     | Helmut Klump      |
|    | Germania (bandiera) | C     | Gerhard Pankotsch |
|    | Germania (bandiera) | C     | Gerhard Schäfer   |
|    | Germania (bandiera) | C     | Alexander Schwarz |
|    | Germania (bandiera) | A     | Dieter Bergmann   |
|    | Scozia (bandiera)   | A     | Duncan Lambie     |
|    | Germania (bandiera) | A     | Erich Unger       |

## Organigramma societario
Area tecnica
- Allenatore: Hannes Baldauf
- Allenatore in seconda:
- Preparatore dei portieri:
- Preparatori atletici:

## Calciomercato

### Sessione estiva
| Acquisti | Acquisti          | Acquisti | Acquisti |
| R.       | Nome              | da       | Modalità |
| -------- | ----------------- | -------- | -------- |
| C        | Gerhard Pankotsch | Homburg  |          |

| Cessioni | Cessioni      | Cessioni         | Cessioni |
| R.       | Nome          | a                | Modalità |
| -------- | ------------- | ---------------- | -------- |
| C        | Lorenz Hilkes | VVV-Venlo        |          |
| C        | Heinz Popp    | Kickers Würzburg |          |

### Sessione invernale
| Acquisti | Acquisti | Acquisti | Acquisti |
| R.       | Nome     | da       | Modalità |
| -------- | -------- | -------- | -------- |

| Cessioni | Cessioni | Cessioni | Cessioni |
| R.       | Nome     | a        | Modalità |
| -------- | -------- | -------- | -------- |

## Risultati

### 2. Bundesliga

#### Girone di andata
| Arbitro: | Michel |

|                                 |           |              |
| Feulner 6’ Beller 22’ Michl 50’ | Marcatori | 73’ Heinlein |

| Arbitro: | Ulm |

|                                                         |           |                  |
| Heinlein 25’, 43’, 60’ Lambie 41’, 65’ Unger 71’ (rig.) | Marcatori | 72’, 73’ Mießmer |

| Arbitro: | Wohlfarth |

|  |           |              |
|  | Marcatori | 60’ Heinlein |

| Arbitro: | Messmer |

|                |           |  |
| Unger 46’, 73’ | Marcatori |  |

| Augusta 31 agosto 1977 5ª giornata | Augusta | 0 – 0 referto | Fürth | Rosenaustadion (7 000 spett.)\| Arbitro: \| Nickel \| |
| Arbitro:                           | Nickel  |               |       |                                                       |

| Arbitro: | Meuser |

|                         |           |                                   |
| Heinlein 6’ Heubeck 37’ | Marcatori | 43’ Bartel 45’ Pankotsch 61’ Lenz |

| Arbitro: | Therre |

|                            |           |           |
| Deterding 14’ Hofeditz 90’ | Marcatori | 67’ Unger |

| Arbitro: | Linn |

|                                         |           |                      |
| Unger 4’ (rig.), 50’ (rig.) Heinlein 8’ | Marcatori | 64’ Horr 89’ Seubert |

| Mannheim 24 settembre 1977 9ª giornata | Chio Waldhof Mannheim | 0 – 0 referto | Fürth | Stadion am Alsenweg (4 000 spett.)\| Arbitro: \| Hellwig \| |
| Arbitro:                               | Hellwig               |               |       |                                                             |

| Arbitro: | Walther |

|  |           |                         |
|  | Marcatori | 45’ Petrovic 76’ Täuber |

| Arbitro: | Dellwing |

|              |           |            |
| Balevski 35’ | Marcatori | 24’ Lausen |

| Arbitro: | Quindeau |

|                                        |           |  |
| Schäfer 4’ Unger 55’ Groppe 73’ (aut.) | Marcatori |  |

| Arbitro: | Ferro |

|                                    |           |           |
| Seiler 21’ Müller 36’ Pechtold 55’ | Marcatori | 60’ Unger |

| Arbitro: | Filla |

|                                             |           |  |
| Geyer 47’ Jensen 51’ Heubeck 62’ Lambie 68’ | Marcatori |  |

| Arbitro: | Klein |

|             |           |                              |
| Bißbort 56’ | Marcatori | 16’, 81’ Heinlein 90’ Lambie |

| Arbitro: | Brückner |

|                                               |           |              |
| Rütten 18’ Unger 30’ Heinlein 78’ Heubeck 90’ | Marcatori | 59’ Hoffmann |

| Arbitro: | Tritschler |

|                             |           |           |
| Fink 36’ Müllner 40’ (rig.) | Marcatori | 10’ Unger |

| Fürth 11 dicembre 1977 18ª giornata | Fürth   | 0 – 0 referto | Bayreuth | Sportpark Ronhof (12 000 spett.)\| Arbitro: \| Föckler \| |
| Arbitro:                            | Föckler |               |          |                                                           |

| Arbitro: | Kalenborn |

|                          |           |                |
| Jordan 43’ Nachtmann 70’ | Marcatori | 15’, 31’ Unger |

#### Girone di ritorno
| Arbitro: | Dellwing |

|                                          |           |                      |
| Heubeck 20’ Heinlein 39’, 64’ Lambie 75’ | Marcatori | 10’ (aut.) Grabmeier |

| Arbitro: | Röder |

|             |           |           |
| Widmann 59’ | Marcatori | 76’ Unger |

| Arbitro: | Ross |

|                 |           |  |
| Heubeck 1’, 71’ | Marcatori |  |

| Arbitro: | Scheffner |

|                    |           |  |
| Weiss 21’ Hahn 71’ | Marcatori |  |

| Fürth 5 febbraio 1978 24ª giornata | Fürth  | 0 – 0 referto | Augusta | Sportpark Ronhof (2 500 spett.)\| Arbitro: \| Huster \| |
| Arbitro:                           | Huster |               |         |                                                         |

| Arbitro: | Hellwig |

|                              |           |               |
| Gruler 47’ Rütten 87’ (aut.) | Marcatori | 42’ Pankotsch |

| Arbitro: | Föckler |

|                         |           |  |
| Pankotsch 16’ Unger 73’ | Marcatori |  |

| Arbitro: | Messmer |

|                                      |           |              |
| Seubert 36’ (rig.) Dier 37’ Klag 89’ | Marcatori | 34’ Heinlein |

| Arbitro: | Brückner |

|                                   |           |               |
| Heinlein 2’ (rig.), 44’ Geyer 75’ | Marcatori | 38’ Schneider |

| Arbitro: | Joos |

|                             |           |               |
| Lieberwirth 27’ Walitza 67’ | Marcatori | 79’ Pankotsch |

| Arbitro: | Hontheim |

|                               |           |  |
| Pankotsch 3’ Unger 27’ (rig.) | Marcatori |  |

| Arbitro: | Wohlfarth |

|                     |           |                          |
| Bergmann 52’ (aut.) | Marcatori | 12’ Schäfer 79’ Bergmann |

| Arbitro: | Walz |

|                                      |           |                            |
| Heinlein 15’ (rig.) Schäfer 31’, 36’ | Marcatori | 14’ (rig.) Bitz 21’ Krause |

| Francoforte sul Meno 22 aprile 1978 33ª giornata | FSV Francoforte | 0 – 0 referto | Fürth | Stadion am Bornheimer Hang (2 000 spett.)\| Arbitro: \| Nickel \| |
| Arbitro:                                         | Nickel          |               |       |                                                                   |

| Arbitro: | Wilhelmi |

|                                               |           |  |
| Unger 22’, 50’ Schäfer 25’, 55’ Pankotsch 43’ | Marcatori |  |

| Arbitro: | Kinzinger |

|  |           |                                                       |
|  | Marcatori | 18’ (aut.) Schömezler 62’ Pankotsch 64’, 75’ Heinlein |

| Arbitro: | Niebergall |

|                         |           |  |
| Pankotsch 46’ Unger 48’ | Marcatori |  |

| Arbitro: | Klauser |

|                                   |           |              |
| Hansen 47’ Brendel 56’ Breuer 65’ | Marcatori | 72’ Heinlein |

| Arbitro: | Quindeau |

|                                          |           |  |
| Unger 15’, 38’, 73’ (rig.) Pankotsch 67’ | Marcatori |  |

### Coppa di Germania
| Arbitro: | Walther |

|                |           |  |
| Marczewski 32’ | Marcatori |  |

## Statistiche

### Statistiche di squadra
| Competizione      | Punti | In casa | In casa | In casa | In casa | In casa | In casa | In trasferta | In trasferta | In trasferta | In trasferta | In trasferta | In trasferta | Totale | Totale | Totale | Totale | Totale | Totale | DR  |
| Competizione      | Punti | G       | V       | N       | P       | Gf      | Gs      | G            | V            | N            | P            | Gf           | Gs           | G      | V      | N      | P      | Gf     | Gs     | DR  |
| ----------------- | ----- | ------- | ------- | ------- | ------- | ------- | ------- | ------------ | ------------ | ------------ | ------------ | ------------ | ------------ | ------ | ------ | ------ | ------ | ------ | ------ | --- |
| 2. Bundesliga     | 46    | 19      | 15      | 2       | 2       | 51      | 14      | 19           | 4            | 6            | 9            | 22           | 28           | 38     | 19     | 8      | 11     | 73     | 42     | +31 |
| Coppa di Germania | -     | 0       | 0       | 0       | 0       | 0       | 0       | 1            | 0            | 0            | 1            | 0            | 1            | 1      | 0      | 0      | 1      | 0      | 1      | -1  |
| Totale            | 46    | 19      | 15      | 2       | 2       | 51      | 14      | 20           | 4            | 6            | 10           | 22           | 29           | 39     | 19     | 8      | 12     | 73     | 43     | +30 |

### Andamento in campionato
| Giornata  | 1  | 2 | 3 | 4 | 5 | 6 | 7  | 8 | 9 | 10 | 11 | 12 | 13 | 14 | 15 | 16 | 17 | 18 | 19 | 20 | 21 | 22 | 23 | 24 | 25 | 26 | 27 | 28 | 29 | 30 | 31 | 32 | 33 | 34 | 35 | 36 | 37 | 38 |
| --------- | -- | - | - | - | - | - | -- | - | - | -- | -- | -- | -- | -- | -- | -- | -- | -- | -- | -- | -- | -- | -- | -- | -- | -- | -- | -- | -- | -- | -- | -- | -- | -- | -- | -- | -- | -- |
| Luogo     | T  | C | T | C | T | C | T  | C | T | C  | T  | C  | T  | C  | T  | C  | T  | C  | T  | C  | T  | C  | T  | C  | T  | C  | T  | C  | T  | C  | T  | C  | T  | C  | T  | C  | T  | C  |
| Risultato | P  | V | V | V | N | P | P  | V | N | P  | N  | V  | P  | V  | V  | V  | P  | N  | N  | V  | N  | V  | P  | N  | P  | V  | P  | V  | P  | V  | V  | V  | N  | V  | V  | V  | P  | V  |
| Posizione | 17 | 8 | 8 | 4 | 7 | 9 | 11 | 8 | 8 | 10 | 11 | 9  | 10 | 9  | 8  | 7  | 7  | 9  | 7  | 7  | 8  | 7  | 9  | 9  | 9  | 8  | 9  | 8  | 9  | 8  | 8  | 8  | 8  | 7  | 7  | 6  | 6  | 6  |

Legenda:

Luogo: C = Casa; T = Trasferta. Risultato: V = Vittoria; N = Pareggio; P = Sconfitta.

### Statistiche dei giocatori
| Giocatore    | 2. Bundesliga | 2. Bundesliga | 2. Bundesliga | 2. Bundesliga | Coppa di Germania | Coppa di Germania | Coppa di Germania | Coppa di Germania | Totale   | Totale | Totale      | Totale     |
| Giocatore    | Presenze      | Reti          | Ammonizioni   | Espulsioni    | Presenze          | Reti              | Ammonizioni       | Espulsioni        | Presenze | Reti   | Ammonizioni | Espulsioni |
| ------------ | ------------- | ------------- | ------------- | ------------- | ----------------- | ----------------- | ----------------- | ----------------- | -------- | ------ | ----------- | ---------- |
| B. Bergmann  | 38            | 0             | 5             | 0             | 1                 | 0                 | 1                 | 0                 | 39       | 0      | 6           | 0          |
| D. Bergmann  | 10            | 1             | 0             | 0             | 0                 | 0                 | 0                 | 0                 | 10       | 1      | 0           | 0          |
| E. Geyer     | 28            | 2             | 0             | 0             | 1                 | 0                 | 0                 | 0                 | 29       | 2      | 0           | 0          |
| H. Grabmeier | 26            | 0             | 5             | 0             | 1                 | 0                 | 0                 | 0                 | 27       | 0      | 5           | 0          |
| S. Grimm     | 14            | 0             | 3             | 0             | 1                 | 0                 | 0                 | 0                 | 15       | 0      | 3           | 0          |
| K. Heinlein  | 33            | 19            | 6             | 0             | 1                 | 0                 | 0                 | 0                 | 34       | 19     | 6           | 0          |
| F. Heubeck   | 25            | 6             | 0             | 0             | 1                 | 0                 | 0                 | 0                 | 26       | 6      | 0           | 0          |
| V. Jensen    | 33            | 1             | 7             | 0             | 0                 | 0                 | 0                 | 0                 | 33       | 1      | 7           | 0          |
| R. Kastner   | 7             | 0             | 0             | 0             | 0                 | 0                 | 0                 | 0                 | 7        | 0      | 0           | 0          |
| H. Klump     | 38            | 0             | 6             | 0             | 1                 | 0                 | 0                 | 0                 | 39       | 0      | 6           | 0          |
| D. Lambie    | 37            | 5             | 3             | 0             | 1                 | 0                 | 0                 | 0                 | 38       | 5      | 3           | 0          |
| W. Lausen    | 25            | 1             | 0             | 0             | 0                 | 0                 | 0                 | 0                 | 25       | 1      | 0           | 0          |
| P. Löwer     | 31            | 0             | 1             | 0             | 1                 | 0                 | 0                 | 0                 | 32       | 0      | 1           | 0          |
| G. Pankotsch | 20            | 8             | 2             | 0             | 0                 | 0                 | 0                 | 0                 | 20       | 8      | 2           | 0          |
| K. Rütten    | 36            | 1             | 4             | 0             | 1                 | 0                 | 0                 | 0                 | 37       | 1      | 4           | 0          |
| A. Schwarz   | 16            | 0             | 0             | 0             | 1                 | 0                 | 0                 | 0                 | 17       | 0      | 0           | 0          |
| G. Schäfer   | 27            | 6             | 2             | 0             | 1                 | 0                 | 0                 | 0                 | 28       | 6      | 2           | 0          |
| E. Unger     | 36            | 21            | 0             | 0             | 1                 | 0                 | 0                 | 0                 | 37       | 21     | 0           | 0          |